# Huntington Park (California)
Huntington Park è una città della contea di Los Angeles, California negli Stati Uniti. Nel 2000 contava 61 348 abitanti.
Il nome deriva dal magnate delle ferrovie Henry Huntington.
Tra i personaggi che vi sono nati o vissuti, da citare il cestista Tex Winter. Anche gli Slayer, un gruppo musicale "thrash metal", sono legati a questa città.